# روبن میکائل
روبن میکائل (زادهٔ ۱۹ اوت ۱۹۸۶) بازیکن فوتبال اهل کشور پرتغال است.
وی برای تیم ملی پرتغال ۸ بازی انجام داده و ۲ گل به ثمر رسانده‌است. پست تخصصی این بازیکن نیز، هافبک است.